# NGC 6560
NGC 6560 је спирална галаксија у сазвежђу Херкул која се налази на NGC листи објеката дубоког неба.
Деклинација објекта је + 46° 52' 54" а ректасцензија 18h 5m 13,8s. Привидна величина (магнитуда) објекта NGC 6560 износи 13,4 а фотографска магнитуда 14,2. NGC 6560 је још познат и под ознакама UGC 11117, MCG 8-33-19, CGCG 254-15, IRAS 18038+4652, PGC 61381.